# Puesto de Pailas
Puesto de Pailas är en ort i Bolivia.   Den ligger i departementet Santa Cruz, i den centrala delen av landet, 300 km nordost om huvudstaden Sucre. Puesto de Pailas ligger 297 meter över havet och antalet invånare är 2 675.
Terrängen runt Puesto de Pailas är platt. Närmaste större samhälle är Pailón, 5,3 km öster om Puesto de Pailas.
Omgivningarna runt Puesto de Pailas är huvudsakligen savann. Trakten runt Puesto de Pailas är nära nog obefolkad, med mindre än två invånare per kvadratkilometer.